# Премія «Кіноколо» за найкращий повнометражний ігровий фільм
Премія «Кіноколо» за найкращий повнометражний ігровий фільм — одна з кінематографічних нагород, яку надають в рамках Національної премії кінокритиків «Кіноколо». Її присуджують найкращому повнометражному ігровому фільму українського виробництва починаючи з першої церемонії вручення нагород премії 2018 року. Премією нагороджується режисер та/або продюсер фільму
Першим переможцем у цій номінації став фільм «Донбас» режисера Сергія Лозниці.

## Переможці та номінанти
Нижче наведено список фільмів, які отримали цю премію, а також номінанти. ★ Імена переможців виділені окремим кольором

## 2010-ті
| Церемонії   | Назва фільму                 | Режисер(и)          | Продюсер(и) | Країна                                               |
| ----------- | ---------------------------- | ------------------- | --- | ---------------------------------------------------- |
| 1-ша (2018) | ★ «Донбас»                   | Сергій Лозниця      | Хайно Декерт, Денис Іванов, Маріан Дюмулен, Жак Біду, Крістіан Ніколеску, Оана Янку, Марк ван Вармердам, Петер Варньє | Німеччина · Україна · Франція · Нідерланди · Румунія |
| 1-ша (2018) | «Вулкан»                     | Роман Бондарчук     | Олена Єршова | Україна · Німеччина · Монако                         |
| 1-ша (2018) | «Гірська жінка: на війні»    | Бенедикт Ерлінґссон | Бенедикт Ерлінґссон, Карін Лебланк, Маріанна Слот                                                                     | Франція · Ісландія · Україна                         |
| 1-ша (2018) | «Кіборги. Герої не вмирають» | Ахтем Сеїтаблаєв    | Іванна Дядюра | Україна                                              |
| 2-га (2019) | ★ «Додому»                   | Наріман Алієв       | Володимир Яценко | Україна                                              |
| 2-га (2019) | «Дике поле»                  | Ярослав Лодигін     | Володимир Яценко, Міклош Гімнеш                                                                                       | Україна · Нідерланди · Швейцарія                     |
| 2-га (2019) | «U311 „Черкаси“»             | Тимур Ященко        | Марта Лотиш, Ірина Клименко                                                                                           | Україна · Польща                                     |
| 2-га (2019) | «Мої думки тихі»             | Антоніо Лукіч       | Алла Бєлая, Дмитро Суханов                                                                                            | Україна                                              |

## 2020-ті
| Церемонії   | Назва фільму          | Режисер(и)         | Продюсер(и)                                                               | Країна                         |
| ----------- | --------------------- | ------------------ | ------------------------------------------------------------------------- | ------------------------------ |
| 3-тя (2020) | ★«Атлантида»          | Валентин Васянович | Володимир Яценко                                                          | Україна                        |
| 3-тя (2020) | «Погані дороги»       | Наталка Ворожбит   | Юрій Мінзянов, Дмитро Мінзянов                                            | Україна                        |
| 3-тя (2020) | «Пофарбоване пташеня» | Вацлав Марул       | Ігор Савиченко, Вацлав Марул                                              | Україна Чехія Словаччина       |
| 3-тя (2020) | «Ціна правди»         | Аґнєшка Голланд    | Єгор Олесов, Клаудія Смея, Станіслав Дзідзіч, Ангус Ламонт, Андреа Халупа | Польща Україна Велика Британія |